# نائوتسیوکی
نائوتسیوکی (انگلیسی: Nautsiyoki) یک رودخانه در استان مورمانسک کشور روسیه است.